# スピリルム科
スピリルム科（スピリルムか、Spirillaceae）は真正細菌Pseudomonadota門ベータプロテオバクテリア綱スピリルム目の科の一つである。
2024年現在、スピリルム属（Spirillum）のみで構成されている。

## 下位分類（属）
以下の属を含む(2024年9月現在)。

### IJSEMに正式承認されている属
- Spirillum　スピリルム属

Ehrenberg 1832 (IJSEMリストに記載 1980)、修正　Podkopaeva et al. 2009 (IJSEMリストに記載 2010)

### IJSEMに未承認の属
- "Cellfalcicula"

Winogradsky 1929
- "Drepanospira"

De Petschenko 1911
- "Gastrospirillum"　ガストロスピリルム属

McNulty et al. 1989
- "Titanospirillum"

Guerrero et al. 1999